# Unutrašnji London
Unutrašnji London je ime za grupu londonskih opština koje formiraju centralni deo Londona. On je okružen Spoljašnjim Londonom. Što se tiče stanovništva i površine Unutrašnji London je manji ali ima duplo veću gustinu gustinu stanovništva nego Spoljašnji London. Takođe u Unutrašnjem Londonu ima dosta atrakcija kao što su Big Ben i Bakingemska palata.

### Lista Londonskih Opština u Unutrašnjem Londonu:
- Londonska opština Kamden
- Londonska opština Grinič
- Londonska opština Hakni
- Londonska opština Hamersmit i Fulam
- Londonska opština Izlington
- Londonska opština Kensington i Čelsi
- Londonska opština Lambet
- Londonska opština Luišam
- Londonska opština Sadark
- Londonska opština Tauer Hamlets
- Londonska opština Vandsvort
- Londonska opština Vestminster

## Literatura
- Pepys, Samuel (2001). The Diary of Samuel Pepys. Random House USA. ISBN 978-0-679-64221-3. OCLC 45714685.
- Patai, Raphael; Patai, Jennifer (1989). The Myth of the Jewish Race. Wayne State University Press. стр. 43. ISBN 978-0-8143-1948-2.
- Schofield, John; Vince, Alan (2003). Medieval Towns: The Archaeology of British Towns in Their European Setting. Continuum International Publishing Group. ISBN 978-0-8264-6002-8.
- Perring, Dominic (1991). Roman London. London: Routledge. стр. 1. ISBN 978-0-203-23133-3.

51° 30′ 30″ С; 0° 07′ 31″ З / 51.508411° С; 0.125364° З